# Tschornuchy
Tschornuchy (ukrainisch Чорнухи; russisch Чернухи Tschernuchi) ist eine Siedlung städtischen Typs in der zentralukrainischen Oblast Poltawa. Sie war bis Juli 2020 das Rajonzentrum des gleichnamigen Rajons Tschornuchy.

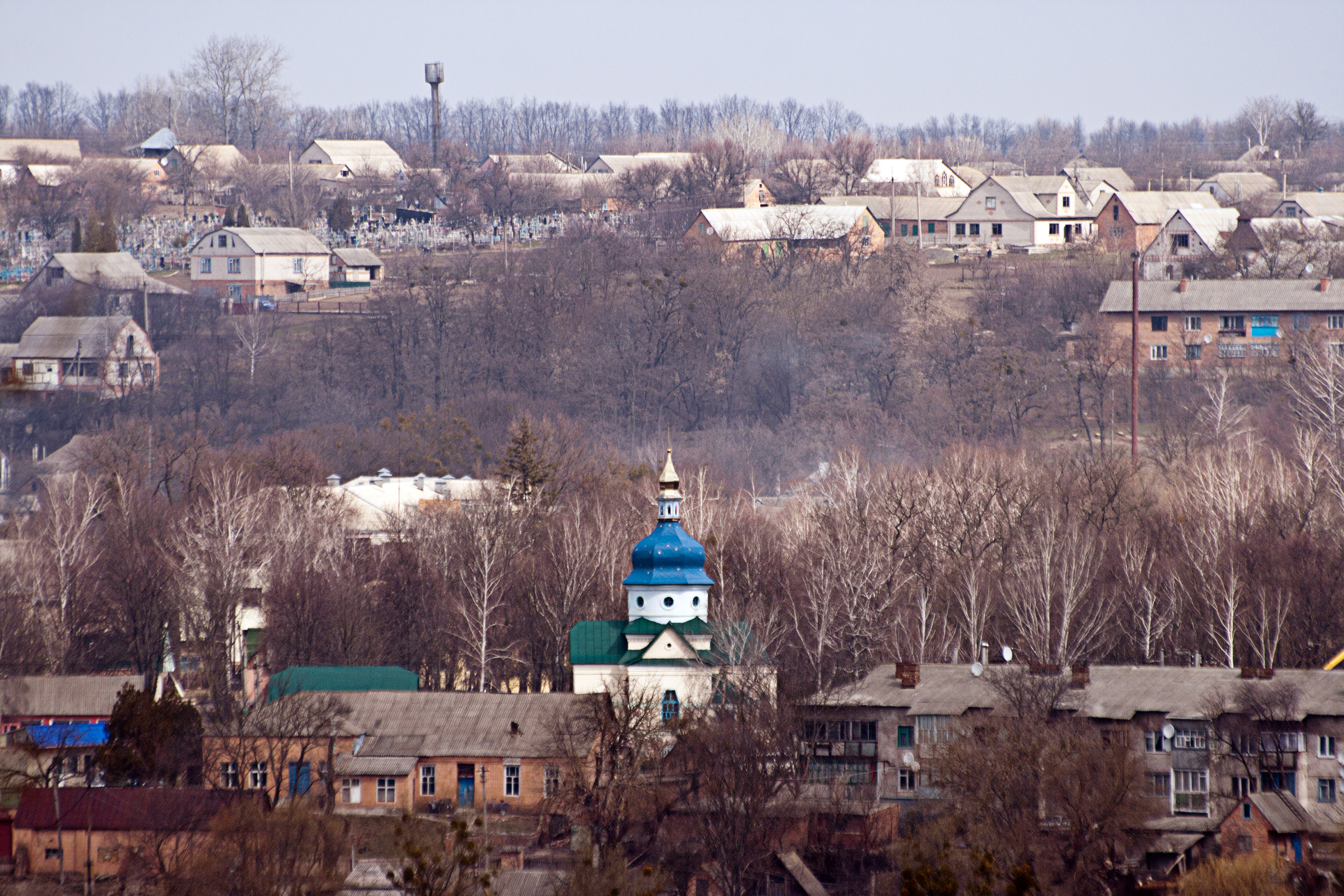
Blick auf den Ort

## Geschichte
Tschornuchy wurde 1261 erstmals urkundlich erwähnt. Aus dieser Zeit sind noch alte Siedlungsspuren erhalten. Ab dem 16. Jh. gehörte der Ort zum Besitz der polnischen Adligenfamilie Wischnewski. 1658 wurde der Kosaken-Hetman Iwan Wyhowsky bei Tschornuchy in einer Schlacht besiegt. Ab 1803 gehörte der Ort zum Distrikt Lochwyza, heute ist er aber Zentrum eines eigenen Rajons. 1972 wurde in dem Ort das Haus der Eltern des ukrainischen Philosophen Skoworoda rekonstruiert und dort ein historisch-ethnographisches Museum eingerichtet.

## Verkehr
Die nächste Eisenbahnstation befindet sich im 35 km entfernten Pyrjatyn.

## Verwaltungsgliederung
Am 4. Juli 2018 wurde die Siedlung zum Zentrum der neugegründeten Siedlungsgemeinde Tschornuchy (Чорнухинська селищна громада/Tschornuchynska selyschtschna hromada). Zu dieser zählten auch die 28 in der untenstehenden Tabelle aufgelisteten Dörfer, bis dahin bildete sie zusammen mit dem Dorf Bohdaniwka die gleichnamige Siedlungsratsgemeinde Tschornuchy (Чорнухинська селищна рада/Tschornuchynska selyschtschna rada) im Zentrum des Rajons Tschornuchy.
Am 12. Juni 2020 kamen noch die 8 Dörfer Chejliwschtschyna, Bohodariwka, Bubny, Holotiwschtschyna, Luhowyky, Oleksandriwka, Osnjah und Tschaplynka zum Gemeindegebiet.
Am 17. Juli 2020 kam es im Zuge einer großen Rajonsreform zum Anschluss des Rajonsgebietes an den Rajon Lubny.
Folgende Orte sind neben dem Hauptort Tschornuchy Teil der Gemeinde:
| Name                     | Name            | Name                                       |
| ukrainisch transkribiert | ukrainisch      | russisch                                   |
| ------------------------ | --------------- | ------------------------------------------ |
| Biloussiwka              | Білоусівка      | Белоусовка (Beloussowka)                   |
| Bohdaniwka               | Богданівка      | Богдановка (Bogdanowka)                    |
| Bohodariwka              | Богодарівка     | Богодаровка (Bogodarowka)                  |
| Bondari                  | Бондарі         | Бондари                                    |
| Bubny                    | Бубни           | Бубны                                      |
| Charssiky                | Харсіки         | Харсики (Charssiki)                        |
| Chejliwschtschyna        | Хейлівщина      | Хейловщина (Cheilowschtschina)             |
| Hajky                    | Гайки           | Гайки (Gaiki)                              |
| Haljawe                  | Галяве          | Галяво (Galjawo)                           |
| Hilzi                    | Гільці          | Гильцы (Gilzy)                             |
| Holotiwschtschyna        | Голотівщина     | Голотовщина (Golotowschtschina)            |
| Horodyschtsche           | Городище        | Городище (Gorodischtsche)                  |
| Jazjukowe                | Яцюкове         | Яцюково (Jazjukowo)                        |
| Kisliwka                 | Кізлівка        | Кизловка (Kislowka)                        |
| Kowali                   | Ковалі          | Ковали                                     |
| Krasne                   | Красне          | Красное (Krasnoje)                         |
| Lissowa Slobidka         | Лісова Слобідка | Лесовая Слободка (Lessowaja Slobodka)      |
| Luhowyky                 | Луговики        | Луговики (Lugowiki)                        |
| Lypowe                   | Липове          | Липовое (Lipwoje)                          |
| Melechy                  | Мелехи          | Мелехи (Melechi)                           |
| Mokijiwka                | Мокіївка        | Мокиевка (Mokijewka)                       |
| Nechrystiwka             | Нехристівка     | Нехристовка (Nechristowka)                 |
| Nowa Dibrowa             | Нова Діброва    | Новая Диброва (Nowaja Dibrowa)             |
| Nowa Petriwschtschyna    | Нова Петрівщина | Новая Петровщина (Nowaja Petrowschtschina) |
| Oleksandriwka            | Олександрівка   | Александровка (Alexandrowka)               |
| Osnjah                   | Осняг           | Осняг (Osnjag)                             |
| Pazaly                   | Пацали          | Пацалы                                     |
| Pisky-Udajski            | Піски-Удайські  | Пески-Удайские (Peski-Udaiskije)           |
| Pisnyky                  | Пізники         | Позники (Posniki)                          |
| Postaw-Muka              | Постав-Мука     | Постав-Мука (Postaw-Muka)                  |
| Sahrebellja              | Загребелля      | Загребелье (Sagrebelje)                    |
| Sucha Lochwyzja          | Суха Лохвиця    | Сухая Лохвица (Suchaja Lochwiza)           |
| Suchonossiwka            | Сухоносівка     | Сухоносовка (Suchonossowka)                |
| Synjakiwschtschyna       | Синяківщина     | Синяковщина (Sinjakowschtschina)           |
| Tschaplynka              | Чаплинка        | Чаплинка (Tschaplinka)                     |
| Woronky                  | Вороньки        | Вороньки (Woronki)                         |

## Persönlichkeiten
- Geburtsort des ukrainischen Philosophen Hryhorij Skoworoda (1722–1794)